# كيت سيشنز
كاثرين أوليفيا «كيت» سيشنز (بالإنجليزية: Katherine Olivia "Kate" Sessions)‏ ‏(8 نوفمبر 1857 - 24 مارس 1940) عالمة نباتات وبستانية ومهندسة مناظر طبيعية أمريكية مرتبطة ارتباطًا وثيقًا بسان دييغو، كاليفورنيا، والمعروفة باسم «أم حديقة بالبوا».

## حياتها
ولدت كيت سيشنز في سان فرانسيسكو، كاليفورنيا، وتلقت تعليمها في أوكلاند. في سن السادسة، انتقلت مع عائلتها إلى مزرعة بجوار بحيرة ميريت.  والتحقت بجامعة كاليفورنيا في بركلي عام 1881 بشهادة في العلوم الطبيعية. في عام 1883، أثناء دراستها في كلية الأعمال في سان فرانسيسكو، وبناءً على طلب صديق، انتقلت إلى سان دييغو للعمل كمدرس للصف الثامن ونائب مدير مدرسة روس (مدرسة سان دييغو الثانوية). وعملت في المدرسة لأكثر من عام قبل أن تغادر بسبب مشاكل صحية.
في سان دييغو، انتقلت كيت سيشنز بسرعة إلى اهتمامها الحقيقي، زراعة النباتات. وفي عام 1885، اشترت حضانة. في غضون بضع سنوات ، كانت تملك متجرًا لبيع الزهور بالإضافة إلى الحقول والمشاتل المتنامية في كورونادو، وميشن هيلز. حضانة ميشن هيلز، التي أسستها في عام 1910 وبيعت لموظفيها الإخوة أنطونيسيلي في عام 1926، لا تزال تعمل.
في عام 1892، عقدت كيت سيشنز صفقة مع مدينة سان دييغو لاستئجار 30 أكر (120,000 م2) من أراضي بالبوا بارك (التي كانت تسمى آنذاك سيتي بارك) كمجالات تنمو فيها. في المقابل، وافقت على زراعة 100 شجرة سنويًا في الحديقة القاحلة في الغالب ، بالإضافة إلى 300 شجرة سنويًا في أجزاء أخرى من سان دييغو.  ترك هذا الترتيب الحديقة بمجموعة من أشجار السرو والصنوبر والبلوط والفلفل والأوكالبتوس المزروعة في حدائقها من البذور المستوردة من جميع أنحاء العالم. عمليا زرعت جميع الأشجار القديمة التي لا تزال ترى في الحديقة. من بين العديد من المقدمات النباتية الأخرى، يرجع الفضل إليها في استيراد وتعميم الجاكاراندا، المألوفة الآن جدًا في المدينة. كما جمعت ونشرت العديد من نباتات كاليفورنيا الأصلية لتجارة البستنة وإلى الحدائق. في عام 1900، قامت برحلة إلى ولاية باها كاليفورنيا للعثور على شجرة نخيل غير أصلية في سان دييغو ليتم زراعتها في الحديقة. كما قامت في وقت لاحق برحلة لمدة سبعة أشهر عبر أوروبا حيث جمعت العديد من أصناف النباتات التي ساعدت في النهاية على زراعتها في الحديقة.

## الحياة الشخصية
لم تتزوج كيت سيشنز قط  وعاشت حتى بلغت 82 عامًا، وتوفت في سان دييغو في 24 مارس 1940. ودفنت في Mount Hope Cemetery.

## مرتبة الشرف
حصل عملها مع مقدمة النبات، بالإضافة إلى كتابتها الواسعة حول هذا الموضوع، على اعتراف دولي بها. في معرض كاليفورنيا باسيفيك الدولي في 22 سبتمبر 1935، تم تخصيص اليوم لسيشنز، حيث سُميت «أم بالبوا بارك». في عام 1939، أصبحت أول امرأة تحصل على ميدالية فرانك ن. ماير المرموقة من جمعية علم الوراثة الأمريكية.
في منطقة سان دييجو ، تحمل مدرسة كيت سيشنز الابتدائية في باسيفيك بيتش اسمها، كما تحمل حديقة كيت أو سيشنز ميموريال على جبل سوليداد، التي تقع على بعد أقل من ميل من المدرسة وبُنيت بعد بضع سنوات فقط.
يوجد تمثال برونزي لسيشنز مخصص في عام 1998، والذي يقع في موقع بارز في بالبوا بارك، في الزاوية الجنوبية الغربية من سيفتون بلازا، بالقرب من مدخل الجادة السادسة للحديقة.
في عام 2006، أدخل متحف المرأة في كالفورنيا كيت سينشر في قاعة مشاهير النساء في مقاطعة سان دييغو، تحت عنوان Trailblazer. 

## في الثقافة الشعبية
يروي كتاب مصور للأطفال لعام 2013، The Tree Lady: The True Story of One One-Loving Woman Changing a City Forever، قصة حياة كيت وتعليمها ومساهمتها في الحياة المدنية في سان دييغو.

## روابط خارجية
- Kate O. Sessions Collection 1891-1940 ، أرشيف مدينة سان دييغو
- مجموعة كيت سيشنز 1876-1940 ، مركز سان دييغو للتاريخ
- العثور على مساعدة لمجموعة كيت سيشنز، أرشيف ولاية كاليفورنيا على الإنترنت.
- تحتوي مكتبة أبحاث متحف سان دييجو للتاريخ الطبيعي على مجموعة كبيرة من أوراق كيت سيشنز.